# Desaparición de Nyleen Marshall
Nyleen Kay Marshall, nacida con el apellido Briscoe (Orange, California; 18 de septiembre de 1978), era una niña estadounidense que desapareció en circunstancias misteriosas en las montañas Elkhorn, en el Bosque Nacional de Helena, cerca de Helena (Montana). Dos años después de su desaparición, el Sistema Nacional de Personas Desaparecidas y No Identificadas, otras organizaciones sin ánimo de lucro dedicadas a personas desaparecidas, así como la familia de Marshall, recibieron llamadas telefónicas y cartas de un hombre anónimo que afirmaba haber secuestrado a la pequeña. En dichas misivas, el sujeto detallaba los abusos sexuales, pero afirmaba que Marshall estaba a salvo y había viajado por el mundo con él. Se desconoce la identidad del anónimo.

## Desaparición
El 25 de junio de 1983, Nyleen Kay Marshall, de entonces cuatro años de edad, asistió a un pícnic con su familia en un camping del Bosque Nacional de Helena, cerca de la ciudad homónima, en el estado de Montana. Aproximadamente a las 16 horas, Marshall estaba jugando con otros niños que habían caminado delante de ella cerca de las presas de castores del arroyo Maupin. Cuando se dieron la vuelta, Marshall no aparecía.

## Investigación

### Intentos de búsqueda
Las fuerzas del orden registraron exhaustivamente el camping y la zona en la que Marshall fue vista por última vez, pero sus intentos de localizarla fueron infructuosos. Al parecer, ese día se vio en la zona a un hombre vestido con un traje de jogging y se vio a Marshall hablando con él, aunque se desconoce si estaba implicado. La Oficina Federal de Investigación, así como varios voluntarios, registraron la zona, incluidos pozos de minas abandonados. Miembros de la iglesia de Jesucristo de los Santos de los Últimos Días local, de la que también eran miembros los Marshall, ayudaron en la búsqueda.

### Llamadas telefónicas y cartas
El 27 de noviembre de 1985, dos años después de la desaparición de Marshall, se realizó una llamada anónima al Sistema Nacional de Personas Desaparecidas y No Identificadas de un hombre que afirmaba haber secuestrado a Marshall. Dos meses después, a principios de 1986, se envió una carta mecanografiada a las fuerzas de seguridad de Wisconsin de un hombre anónimo que afirmaba haber recogido a "una chica llamada Kay". Esta carta incluía detalles sobre la desaparición de Marshall que nunca se habían hecho públicos; un detective lo describió como "conocedor de cosas a las que una persona normal no tendría acceso". "El autor de la carta explicaba que tenía unos buenos "ingresos por inversiones" y que trabajaba desde casa, donde educaba a Kay en el hogar. También afirmaba que viajaba frecuentemente con ella por Estados Unidos, Canadá y Reino Unido. Afirmaba que, aunque sabía que su familia la echaba de menos, él la quería y no podía devolverla. La carta llevaba matasellos de Madison (Wisconsin). Al mismo tiempo, una persona anónima que afirmaba ser el autor de la carta realizó varias llamadas telefónicas a Child Find of America, una organización nacional sin ánimo de lucro dedicada a la búsqueda de niños desaparecidos, con sede en Nueva York.
Las llamadas realizadas a Child Find fueron rastreadas hasta varias cabinas telefónicas, incluida una situada cerca de una farmacia en Edgerton (Wisconsin). Las fuerzas de seguridad revelaron que la información transmitida por la persona que llamó y en la carta sugería que Marshall había sido víctima de abusos sexuales.
Algunos extractos de las misivas que recibieron fueron hechas públicas durante la emisión de un especial sobre el caso en 1990 en el programa  Unsolved Mysteries:
Extracto 1

No quería que su persona intentara sacarle información. Lo único que podía decirles era que estaba bien. Espero que Child Find pueda devolver lo siguiente a su familia.

Recogí a "Kay" en la carretera, en la zona de Elkhorn Park, entre Helena y Boulder. Estaba llorando y asustada y mientras la cogía en brazos temblaba y decidí que me la quedaría y la querría. Me la llevé a casa.
Tengo unos buenos ingresos por inversiones y puedo trabajar en casa, así que la cuido yo misma todo el tiempo. Le enseño en casa y le gusta acompañarme cuando viajo.
Ahora tiene el pelo corto y rizado y ha crecido mucho. Mide unos 45 centímetros y pesa unos 50 kilos. Tiene los cuatro incisivos superiores permanentes y dos inferiores. Se baña y se cepilla los dientes todos los días.

Come bien. Su comida favorita son la pizza y las cerezas.

Extracto 2

Estaría encantado de contarles sus viajes a San Francisco, Nueva York, Oklahoma City, Nueva Orleans, Nashville, Chicago, Puerto Rico y Canadá. El año pasado estuvimos un mes en Gran Bretaña y le encantó. Nadie cuestiona los pasaportes.

Extracto 3

No es ni de dónde viene, sólo que lo cojo del baño todas las mañanas. En realidad es una cucharada de mi semen. No la afecta físicamente. NUNCA la he "molestado" de ninguna otra manera. Es una niña dulce y es por lo mucho que he llegado a quererla que me doy cuenta de lo mucho que su familia debe echarla de menos. Pero se ha adaptado y parece feliz. Confía en mí y no tiene miedo. Jugamos mucho y se ríe cuando hacemos payasadas. Sonríe y se hace la tímida cuando le tomo el pelo. Se ríe cuando nos acurrucamos y a veces me abraza sin motivo aparente. La quiero y la tengo. No puedo dejarla marchar.

Algún tiempo después de la recepción de las cartas y las llamadas telefónicas, un testigo afirmó haber visto a una chica parecida a Marshall en un restaurante de Janesville (Wisconsin). Tras la recepción de las cartas, un individuo anónimo afirmó haber asesinado a Marshall y haberse deshecho de su cuerpo en el pozo de una mina cerca de Helena.

### Descubrimiento de Mónica Bonilla
Casualmente, tras la emisión del caso de Marshall en Unsolved Mysteries en 1990, una pista recibida de un telespectador que creía que Marshall podría haber sido uno de sus compañeros de clase en Bellingham (Washington), condujo a la recuperación de Mónica Bonilla, una joven que había desaparecido en 1982 en Burbank (California), secuestrada por su padre sin custodia.

## Hechos posteriores
En 1994, la familia Marshall se había trasladado de Montana a Japón. Al año siguiente, en 1995, Nancy, la madre de Marshall, fue asesinada en México.
En 1997, una enfermera de un hospital de Nueva Orleans informó de un posible avistamiento de Marshall y su secuestrador. La enfermera declaró que una mujer de 19 años que se hacía llamar "Helena" entró en el hospital con un hombre no identificado con la esperanza de ser admitida para dar a luz. La mujer declaró que creía que su madre podía llamarse Nyleen y que se había criado en otro país, a pesar de no tener rastro de acento. Cuando el personal intentó hacer más preguntas al dúo sobre sus identidades e historial médico, abandonaron rápidamente el hospital.
En una entrevista de 2017, el sheriff del condado de Jefferson, en Montana, Craig Doolittle, declaró que las fuerzas del orden seguían sin tener pistas sustanciales sobre el caso.